# Déclaration d'Amsterdam

Déclaration de Amsterdam

La déclaration d'Amsterdam de 2002 est l'énonciation des principes fondamentaux de l'humanisme moderne, votés à l'unanimité lors de l'assemblée générale de l'Union internationale humaniste et éthique pour le cinquantième anniversaire du Congrès mondial humaniste en 2002.

## Organisations ayant adopté le texte
Le texte a été adopté par les plus grandes organisations mondiales humanistes, parmi lesquelles :
- American Humanist Association
- Association humaniste du Québec
- British Humanist Association
- Humanist Canada
- Council of Australian Humanist Societies
- Council for Secular Humanism
- Gay and Lesbian Humanist Association
- Norwegian Humanist Association
- Humanist Association of Ireland
- Indian Humanist Union
- Philippine Atheists and Agnostics Society